# Techmania
Techmania Science Center o. p. s. je pilotním projektem science centra v Česku. Do Techmanie ročně zamíří kolem 200 tisíc návštěvníků. Ke květnu 2018 zde pracovalo více než sto zaměstnanců.

## Historie

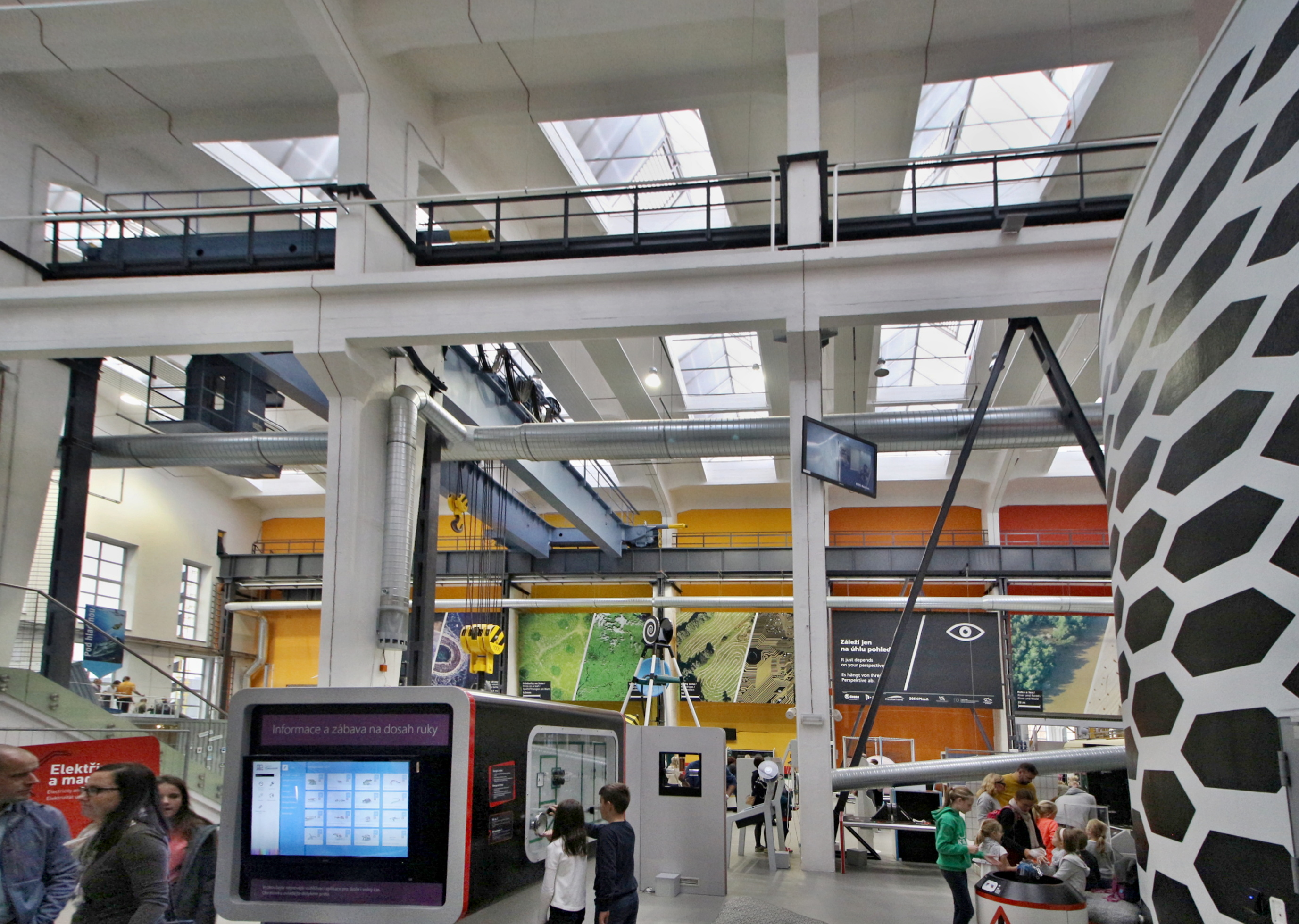
Interiér Techmanie

SC Techmania  bylo založeno v areálu podniku Škoda v Plzni roku 2005 a pro veřejnost bylo otevřeno 4. listopadu 2008. Jeho zřizovateli jsou Západočeská univerzita v Plzni a společnost Škoda Holding a.s. Cílem Techmania Science Center je „podnítit nebo posílit zájem veřejnosti o vědu a techniku a inspirovat děti a mládež ke spojení jejich profesní kariéry s výzkumem a technickými obory.“ Techmania je členem České asociace science center.

## Poslání

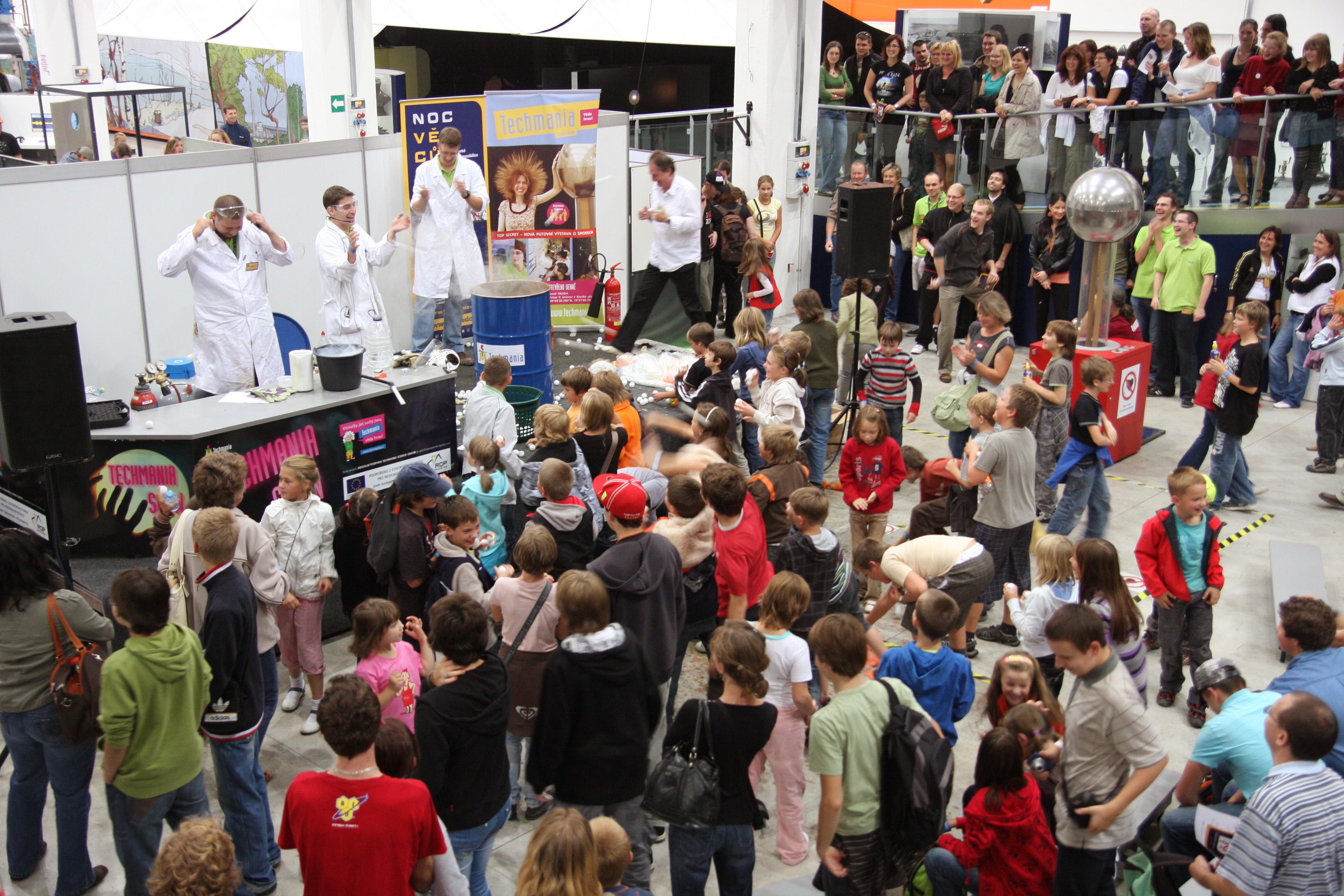
Noc vědců 2010 v Techmanii

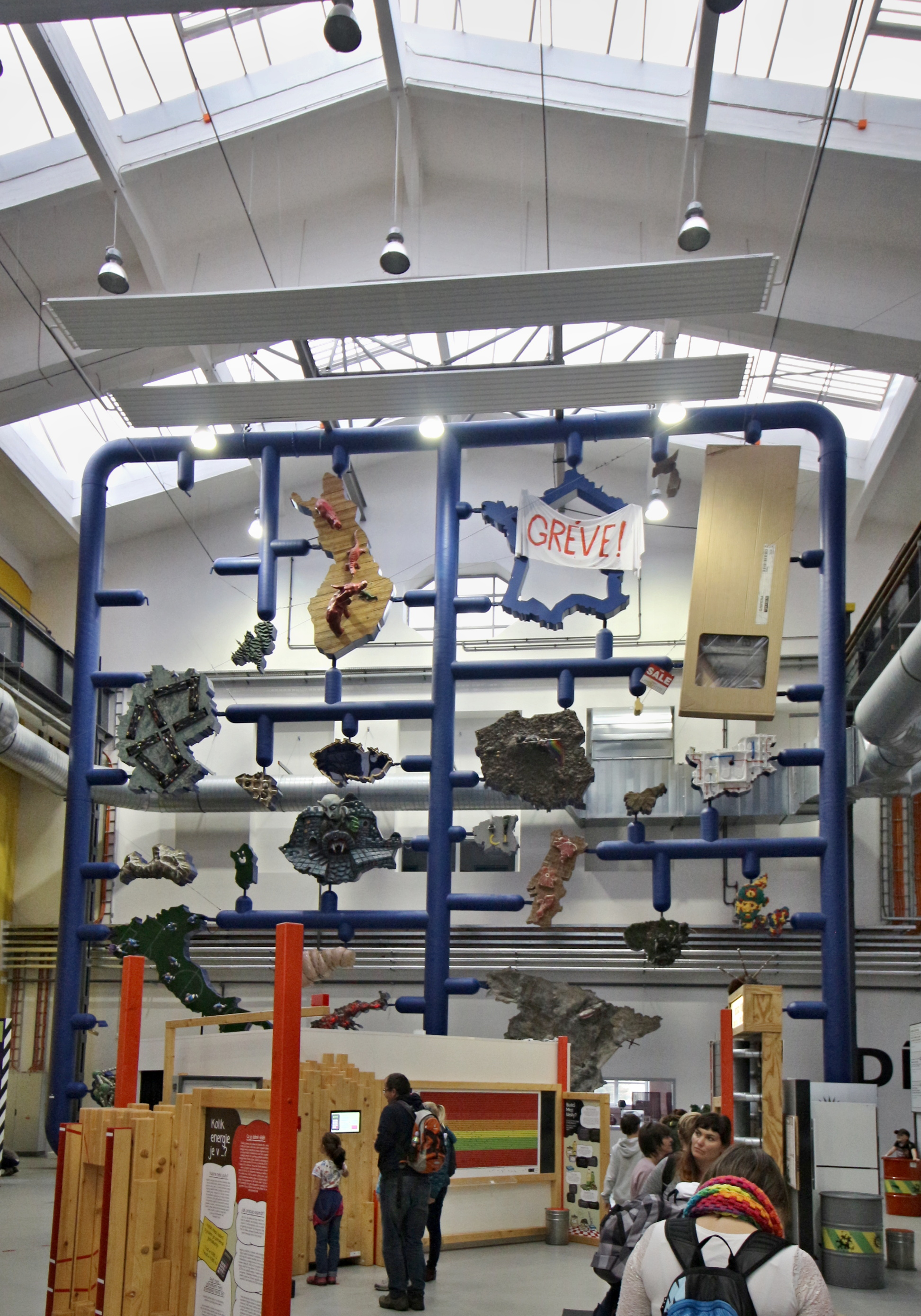
Plastika Entropa umělce Davida Černého

TSC je instituce věnující se podpoře zájmu o studium technicky a přírodovědně orientovaných oborů včetně matematiky na středních a vysokých školách. Expozice jsou navrženy tak, aby návštěvník hravou formou přišel na určité technicko-přírodovědné zákonitosti. Základní složkou Techmania Science Center jsou interaktivní exponáty, které herní formou přibližují určitý technický či přírodovědný princip. Interaktivita spočívá v tom, že návštěvník svojí činností exponát „rozhýbe“ tak, aby se prostřednictvím daného děje ukázal a objasnil vlastní princip daného jevu. Učení je zde postaveno na vlastním prožitku – zkušenosti.
Významným rozšířením prošla Techmanie v roce 2014: na jaře otevřelo science center zrekonstruovanou hlavní expoziční halu s novými expozicemi, věnovanými např. lidskému tělu, obnovitelným zdrojům energie, filmové a televizní technice, fyzice, matematice, chemii, geologii nebo vodnímu světu.

## Expozice
Techmania Science Center nabízí tematické expozice věnované vědě a technice. Expozice jsou putovní, v současné době jsou v Techmania Science Center:
- Chemistři zve na cestu do fascinujícího světa chemie. Poznejte víc o vodě, oleji, ohni, vůni, zápachu nebo chemických sloučeninách. Seznamte se s netradiční periodickou soustavou prvků, která vám prozradí, kde se s kterým prvkem běžně v životě setkáváte. Expozice pochází z holandského Continia.
- Vzhůru dolů původem z finského science centra Heureka zve návštěvníky do hlubin Země. Vydejte se na cestu důlními štolami hlouběji a hlouběji. Poznejte vrstvy zemské kůry a pláště, seznamte se s těžbou nejrůznějších nerostných surovin a nechte se překvapit zjištěním, kolik z nich potřebuje ke svému fungování třeba vaše kuchyně.
- Budoucnost na talíři. Každý den musíme tělu dodávat živiny a vodu, ale z této biologické nutnosti se stala kulturní a průmyslová záležitost. Jídlo je jedním z nejdůležitějších témat dneška a jeho význam stále roste.
- Expozice Vesmír. Vydejte se na cestu od hladiny moře až na nám známý konec vesmíru, ze které se nebudete chtít vrátit.
- Vodní svět láká k hrátkám s vodou. Z mraků až do přehrady, z nádrže vzhůru – cesty vody jsou rozmanité. Co všechno umí a dokáže? Pohrajte si s ní. Voda je živel a zázrak.
- Malá věda je expozice pro návštěvníky od tří let. Najdou tu stroj času, hrající schody, kaleidoskop, skluzavka nebo dobývání hradu. Hravé poznávání fyzikálních zákonů. Skutečná škola hrou.
- Člověk a zvíře srovnává člověka se zástupci živočišné říše. Jaký stisk má čelist aligátora? Kolik vody je v těle medúzy? Kdo předhoní slepici?
- Edutorium je zaměřené na výuku fyziky. 60 zdejších exponátů klade důraz na interaktivitu, návštěvníci jsou tedy vybízeni, aby se jich dotýkali a hravou formou tak zjišťovali mechanické, optické či akustické vlastnosti, na jejichž základě fungují.
- MáToHáček je soubor vědeckých hraček a hlavolamů.[5]
- 150 Let průmyslu v Plzeňském kraji. První laminátová lokomotiva na světě. Nejstarší dochovaná elektrická mašinka ze Škodovky. Jediný existující trolejbus ŠKODA 3 Tr3. A zdaleka nejen to…
- Entropa – kontroverzní symbol českého předsednictví EU našel svůj nový domov v Techmanii.

Putovní expozice toho času zapůjčené do jiných science center v Evropě:
- Pod hladinou v této expozici můžete experimentovat s tím, jaké síly na moři působí, kde a jak vznikají a způsob, jímž ovlivnily námořní historii. Budete moci vytvářet vlny, vodní víry nebo tsunami. Řídit loď plavebními komorami či utéct z potápějící se lodi a mnoho dalšího.
- Filmohraní Vyzkoušet a pochopit je možné moderní i klasické filmové triky, jako je klíčování, zpomalený obraz či hrátky s perspektivou. Interakcí s jednotlivými exponáty může návštěvník natočit svůj vlastní film, v němž si zahraje vlastní roli.
- Obnovitelné zdroje energie představují návštěvníkům energii z biomasy, slunce, větru nebo jádra. Nechybí ani ukázky správného hospodaření s energií v domácnosti, demonstrace cesty elektřiny z elektrárny do spotřebiče nebo zajímavosti ze světa elektráren.

## Aktivity
Od svých počátků nabízí Techmania science show pro veřejnost. Ty se zaměřují na vysvětlení fyzikálních a chemických jevů, jako je tlak vzduchu, statická elektřina nebo třeba tekutý dusík. Show zajišťuje tým tzv. edutainerů. Jedná se zpravidla o vysokoškolské studenty či absolventy, kteří ve science centrech vysvětlují vědu veřejnosti, a to jak na bázi průvodců expozicemi, tak jako moderátoři a aktéři science show. Výraz pochází z anglického „educative entertainer“, tedy „vzdělávací bavič“.
Kromě show pracují edutaineři také ve špičkově vybavených laboratořích biologie, fyziky a chemie a v dílnách. Tady všude nabízejí návštěvníkům atraktivní programy, které je opět hravou formou zavádějí do světa vědy.

## 3D Planetárium Techmania Science Center
V rámci areálu Techmania Science Center bylo 4. listopadu 2013 otevřeno první a dnes i jediné 3D planetárium v Česku. Jedná se o zařízení, které jako jedno z mála v současné Evropě dokáže promítat trojrozměrný obraz na kulovou plochu, a to technologií SkyScan. Moderní instituce, která vznikla totální přestavbou původního objektu "škodovácké" jídelny z roku 1917, nabízí svým návštěvníkům:
- 2D i 3D projekce s tematikou astronomie či meteorologie, a to na kupoli o průměru 14 metrů.[10]
- Science on a SphereArchivováno 28. 8. 2016 na Wayback Machine., interaktivní globus[11] nabízející možnost přenosu dat z družic a vizualizace vesmírných těles.[12]
- Expozici Vesmír, která obsahuje projekci na mlžnou stěnu a 27 interaktivních exponátů, mezi jinými gyroskop.[13]
- 3D Cinema, malý kinosál, kde se promítají populárně naučné filmy ve 3D.